# Marcus Aurelius Cotta
Pour les articles homonymes, voir Aurelius Cotta.
Marcus Aurelius Cotta, frère de Caius Aurelius Cotta, consul en l'an 74 av. J.-C. Chargé un moment de la guerre contre Mithridate VI avec Lucius Licinius Lucullus, il prit Héraclée du Pont dans le royaume du Pont, mais il se fit ensuite battre sur mer et sur terre à Chalcédoine. À son retour, il fut mis en jugement et privé des insignes de sénateur.